# Samsung Galaxy Watch 3
Samsung Galaxy Watch 3 (stilizat ca Samsung Galaxy Watch3) este un ceas inteligent dezvoltat de Samsung Electronics. A fost lansat pe 5 august 2020, în cadrul evenimentului Samsung Unpacked, alături de produsele emblematice ale seriilor Galaxy Note și Galaxy Z: Samsung Galaxy Note 20 și, respectiv, Samsung Galaxy Z Fold 2.
Din cauza restricțiilor impuse de pandemia de COVID-19 adunărilor sociale, lansarea ceasului inteligent a avut loc prin intermediul canalelor online ale Samsung.

## Specificații
| Caracteristică     | Specificație |
| ------------------ | --- |
| Ecran              | Super AMOLED circular, 1.4 inch (360x360 pixeli) |
| Densitate pixeli   | 257 ppi |
| Procesor           | Exynos 9110 |
| Memorie RAM        | 1 GB |
| Stocare internă    | 8 GB |
| Baterie            | 340 mAh, nedetașabilă |
| Încărcare          | Încărcare inductivă Qi |
| Conectivitate      | Bluetooth 5.0, Wi-Fi 802.11 b/g/n, GPS, NFC |
| Senzori            | Accelerometru, giroscop, barometru, senzor de lumină ambientală, senzor pentru monitorizarea ritmului cardiac, senzor ECG, senzor de presiune arterială                                                                                  |
| Funcții de fitness | Monitorizare automată a somnului, monitorizare a pașilor, monitorizare a distanței, monitorizare a caloriilor arse, monitorizare a ritmului cardiac, GPS pentru urmărirea antrenamentelor, monitorizarea stresului, antrenamente ghidate |
| Alte funcții       | Notificări de pe telefon, apeluri vocale, mesaje text, controlul muzicii |
| Compatibilitate    | Smartphone-uri Android |
| Materiale          | Carcasă: Oțel inoxidabil (Mystic Black, Mystic Silver) sau aluminiu (Mystic Bronze) |
| Curea              | Piele (Mystic Black, Mystic Silver) sau cauciuc fluorurat (Mystic Bronze) |
| Dimensiuni         | 41 mm x 45 mm x 11.1 mm |
| Greutate           | 43 g (Mystic Black, Mystic Silver) sau 53 g (Mystic Bronze) |
| Culori             | Mystic Black, Mystic Silver, Mystic Bronze |
| Preț               | 399 USD (model 41 mm), 479 USD (model 45 mm) |
| Sistem de operare  | Tizen 5.5 |
| Lansare            | 5 august 2020 |

### Hardware
Galaxy Watch 3 este prevăzut cu un ecran circular Super AMOLED de inci (360x360 pixeli) cu o densitate a pixelilor de 257 ppi (360 pixeli / 1,4 inci = 257,14 pixeli/inch). Ceasul este alimentat de o baterie nedetașabilă de 340 mAh, reîncărcată cu ajutorul încărcării inductive Qi. Dispozitivul are 1 GB de RAM și 8 GB de stocare internă. Galaxy Watch 3 dispune de o ramă fizică complet rotativă, iar sticla ecranului este realizată din Corning Gorilla Glass DX. Dispozitivul este compatibil cu o curea de 20 sau 22 mm, în funcție de model. Galaxy Watch 3 este disponibil în variantele de culoare Bronz, Negru și Argintiu.

### Software
Ceasul inteligent a fost lansat cu Tizen 5.5, care dispune de interfața software unică a Samsung.

## Prețuri
Galaxy Watch 3 are un preț de vânzare cu amănuntul de 399 USD pentru modelul de 41 mm și 479 USD pentru modelul de 45 mm.

## Recepție
Ars Technica a numit Galaxy Watch 3 o „reîmprospătare” a Galaxy Watch Active2, considerând că nu are „o mulțime de caracteristici noi în afară de detectarea adăugată a căderilor”, dar „oferă toate funcțiile la care te-ai aștepta, cum ar fi posibilitatea de a prelua apeluri, de a verifica mesajele vocale și de a trimite mesaje text”.
Engadget a numit Galaxy Watch 3 „cel mai bun smartwatch non-Apple”.